# Partido Nacional (Polonia)
El Partido Nacional (en polaco: Stronnictwo Narodowe, SN) fue un partido político nacionalista polaco formado el 7 de octubre de 1928 tras la transformación de Unión Nacional Popular. Reunió a la mayoría de las fuerzas políticas del campo político derechista de la Democracia Nacional de Polonia. El SN fue uno de los principales opositores al gobierno de la Sanacja. Poco antes de la Segunda Guerra Mundial el partido contaba con 200.000 afiliados, siendo el mayor partido de oposición de la época.
En la década de 1930, las dos facciones principales competían dentro del partido, la "generación vieja" y la "generación joven", divididas por edad y programas políticos. La vieja generación apoyó los medios parlamentarios de competencia política, mientras que la joven generación activista abogó por los medios extraparlamentarios de lucha política. En 1935 los jóvenes activistas asumieron la dirección del partido. En 1934 una parte significativa de la facción joven se escindió del SN, formando el Campo Nacional Radical. Durante la Segunda Guerra Mundial, muchos activistas del SN se unieron a las organizaciones de resistencia de las Fuerzas Armadas Nacionales y la Organización Militar Nacional.

## Políticas

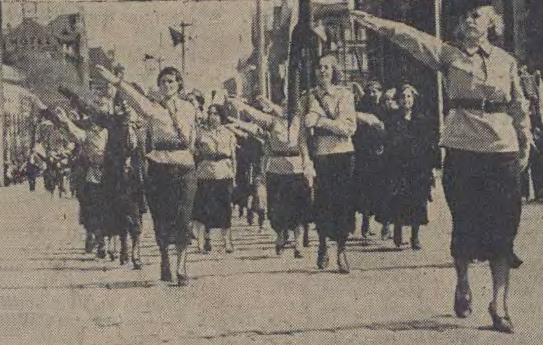
Miembro de Stronnictwo Narodowe en la celebración del 3 de mayo en Poznań.

El objetivo principal del partido era la construcción de un Estado polaco católico, mediante la combinación de los principios del catolicismo y el nacionalismo. El partido abogó por una organización jerárquica de la sociedad y la transformación del sistema político al aumentar el papel de la élite nacional polaca dentro del país. El SN organizó numerosos mítines y manifestaciones contra las políticas del gobierno de la Sanacja.
Tenía los centros políticos más influyentes en la Gran Polonia, Pomerania, Varsovia, Vilna y Leópolis. Los líderes prominentes de la vieja generación incluyeron a Stanisław Stroński, Marian Seyda, Roman Rybarski, Stanisław Głąbiński, Witold Staniszkis, Wacław Komarnicki, Jan Zamorski, Jan Załuska y Stanisław Rymar. La generación joven estuvo representada por Tadeusz Bielecki, Jędrzej Giertych, Kazimierz Kowalski, Adam Doboszyński, Karol Stojanowski, Tadeusz Dworak, Karol Frycz, Witold Nowosad y Stefan Sacha.

## Después de la Segunda Guerra Mundial
Durante el período de la República Popular de Polonia, el partido fue prohibido en Polonia, pero continuó en la emigración polaca con un centro importante en Londres. Fue restablecido en Varsovia en 1989 por Jan Ostoj Matłachowski, Leon Mirecki, Maciej Giertych, Boguslaw Jeznach, Bogusław Rybicki y otros. El nuevo SN se registró oficialmente el 21 de agosto de 1990 en la Polonia soberana después de la caída del comunismo en 1989. La mayoría de sus miembros finalmente ingresaron en la Liga de las Familias Polacas (LPR) y disolvieron el Partido Nacional en 2001.

## Resultados electorales

### Sejm
| Elección | Votos     | Votos | Votos | Escaños | Escaños | Posición | Gobierno        | Cabeza de la lista nacional |
| Elección | #         | %     | ±pp   | #       | +/−     | Posición | Gobierno        | Cabeza de la lista nacional |
| -------- | --------- | ----- | ----- | ------- | ------- | -------- | --------------- | --------------------------- |
| 1930     | 1.443.165 | 12,7% | 12,7% | 63/444  | 63      | 3ero     | En la oposición | Joachim Bartoszewicz        |